# Јан Непомњашчи
Јан Александрович Непомњашчи (рус. Ян Алекса́ндрович Непо́мнящий; рођен 14. јула 1990. године) је руски шаховски велемајстор.
Непомњашчи је освојио Руско Суперфинале првенства у шаху 2010. и 2020. године, као и Европско индивидуално првенство 2010. Такође је освојио Тал Меморијал 2016. године и два Аерофлот Опен догађаја у 2008. и 2015. години. Као члан руске екипе, освојио је Светско првенство у шаху за тимове у Анталији (2013) и Астани (2019), а 2015. године је с руским тимом освојио Европско првенство у шаху за тимове у Рејкјавику. У октобру 2016. године, Непомњашчи се налазио на четвртом месту на свету у рапид и блиц шаху. Освојио је две сребрне медаље на Светском првенству у рапид шаху и сребрну медаљу на Светском првенству у блиц шаху, као и победу на Ордикс Опену 2008.
У децембру 2019. године, квалификовао се за Турнир кандидата 2020-2021. године завршивши други на ФИДЕ Гран при 2019. године. Победио је на ФИДЕ турниру кандидата 2021. године са једном рундом предности, што га је квалификовало за изазивача на Светском шампионату у шаху 2021. године, али је изгубио у мечу за титулу од тадашњег шампиона Магнуса Карлсена. У јулу 2022. године, поново је победио на ФИДЕ турниру кандидата са једном рундом предности, чиме је постао први играч у историји који је два пута заредом победио на турниру кандидата и квалификовао се за Светски шампионат у шаху 2023. године. Такође, освојио је највише поена на било ком турниру кандидата од када је модерни формат уведен 2013. године. Међутим, поново је изгубио у изазову за титулу након што је изгубио од Динг Лирена 2023. године током четврте игре тајбрејк-а.
У октобру 2022. године, освојио је сребрну медаљу на ФИДЕ Светском првенству у Фишеровом насумичном шаху 2022. Непомњашчи тренутно заузима друго место на светској ранг листи у класичном шаху, иза Магнуса Карлсена, са ФИДЕ рејтингом од 2794 Ело поена.

## Каријера

### Рана каријера
Непомњашчи је са четири године научио да игра шах. Његов деда Борис Јосифович Непомњашчи (1929—1998) био је познати учитељ и текстописац у Брјанску. Непомњашеви први тренери су били његов ујак Игор Непомњашчи, Валентин Евдокименко, интернационални мајстор Валери Зилберстин и велемајстор Сергеи Јановски. Са пет година, Непомњашчи је с првим тренером Валентином Евдокименком преселио у Брјанск, где је тренирао до своје тринаесте године. Под вођством свог тренера, учествовао је на Светским и Европским првенствима. Непомњашчи је три пута освојио Европско првенство у шаху за младе. 2000. године освојио је категорију до 10 година, а 2001. и 2002. године прво место на шампионату до 12 година. Непомњашчи је 2002. године такође освојио Светско првенство у шаху за младе у категорији до 12 година, надмашивши Магнуса Карлсена по броју поена из тајбрејк-а.

### 2007-2009
2007. годинe заузео је друго место у Ц групи Corus шаховског турнира у Вајк ан Зеу, зарадивши своју прву велемајсторску (ВМ) норму. Касније исте године, Непомњачи је остварио своју другу ВМ норму на Европском појединачном шампионату у шаху у Дрездену. Трећу и последњу норму потребну за стицање ВМ титуле освојио је на 5. Vanya Somov Memorial - Светском турниру младих шаховских звезда у граду Кириши. Непомњашчи је освојио овај турнир, победивши Рауфа Мамедова, Паримарјана Негија и Завена Андриасиана на разлици у тајбрејк бодовима.
Освојивши Аерофлот Опен у Москви у фебруару 2008. године, квалификовао се за Dortmund Sparkassen шаховски сусрет 2008. На овом турниру, поделио је друго место након серије непоражених партија. Исте године, освојио је и Ордикс Опен, брзопотезни шаховски турнир у Мајнцу.
Освојио је златну медаљу у шаху на Макабијским играма 2009. године.

### 2010-2011
2010. године у Ријеци, Непомњашчи је освојио Европско индивидуално првенство са резултатом 9/11. Касније исте године, у Москви, освојио је Руско првенство у шаху, победивши Сергеја Карјакина у плеј-офу.
У новембру 2011. године, Непомњашчи је поделио 3 - 5. местo са Васиљем Иванчуком и Сергејем Карјакином на турниру Тал Меморијал у Москви.
Непомњашчијев тренер 2011. године био је Владимир Поткин.

### 2013-2015
У мају 2013. године, Непомњашчи је поделио 1 - 8. место на Европском индивидуалном првенству. Следећег месеца, Непомњашчи је заузео друго место иза Шакријара Мамеђарова на Светском брзопотезном шампионату у шаху, одржаном у Ханти-Мансијску. У октобру 2013. године, поделио је прво место са Петром Свидлером у Суперфиналу Руског шампионата, заузевши друго место на разлици у тајбрејк бодовима.
Током 2013. године, Непомњашчијев рејтинг у брзопотезном шаху је порастао са 2689 у јануару на 2830 у децембру.
Непомњашчи је освојио сребрну медаљу на Светском брзопотезном шампионату у шаху 2014. године, одржаном у Дубаију. У августу, на 5. Међународном шаховском фестивалу "Јарослав Мудри" у Јарослављу, освојио је Турнир шампиона, брзопотезни шаховски догађај одржан у формату Бергеровог система са шест европских шампиона из периода 2009-2014.
У априлу 2015. године, освојио је Аерофлот Опен по други пут у својој каријери, победивши Данила Дубова на разлици у тајбрејк бодовима, након што је одиграо више партија са црним фигурама, и тиме се квалификовао за Dortmund Sparkassen шаховски сусрет 2015. Непосредно након завршетка турнира, такође је освојио и Аерофлот брзопотезни турнир. Касније те године, у септембру, освојио је Московско првенство у брзопотезном шаху, а месец дана касније, освојио је сребрну медаљу на Светском брзопотезном шампионату у шаху у Берлину.

### 2016-2020
Непомњашчи је освојио 7. турнир Хајнан Данжоу у јулу и Тал Меморијал у октобру.
На 42. Шаховској олимпијади одржаној 2016. године, освојио је тимску бронзану медаљу и појединачну сребрну медаљу играјући на четвртој табли за Русију.
Дана 10. децембра 2017. године, Јан је победио у партији шаха против светског шампиона Магнуса Карлсена на супер турниру у Лондону. На турниру, Непомњашчи, који је био лидер након осам рунди (+3−0=5), заузео је друго место, након пораза у тај-брејку од Фабијана Каруане, који је успео да сустигне лидера у деветој рунди. 27. децембра 2017. године, заузео је треће место на Светском брзопотезном првенству у шаху које је завршено у Ријаду.
У јулу 2018. године, освојио је 46. Dortmund Sparkassen турнир, остваривши резултат од 5/7 (+3–0=4), један поен испред најближих конкурената.
У јануару 2019. године, Непомњашчи је учествовао на 81. Tata Steel Masters турниру, заузевши треће место са резултатом 7½/13 (+4–2=7).
У марту 2019. године, Непомњашчи је допринео Русији на Светском екипном шампионату у шаху.
Исте године, учествовао је у серији ФИДЕ Гран при, која је била део квалификационог циклуса за Светско првенство у шаху 2020. године. У серији, Непомњашчи је освојио два од три турнира у којима је играо. Заузео је друго место у укупном пласману серије, чиме се квалификовао за Турнир кандидата 2020.
У децембру 2020. године, освојио је Руско првенство са 7½ поена из 11 мечева, надмашивши велемајстора Сергеја Карјакина за пола поена.

### 2021
У априлу 2021. године, Непомњашчи је освојио Tурнир кандидата 2020/2021 са 8½/14 поена (+5-2=7), пола поена испред другопласираног Максима Вашје-Лаграва. Победа на Турниру кандидата квалификовала је Непомњашчија да изазове Магнуса Карлсена у мечу за светско првенство у шаху у новембру-децембру 2021. Карлсен је задржао своју титулу, победивши резултатом 7½–3½.
|                      | Рејтинг | Ранг | Партије | Партије | Партије | Партије | Партије | Партије | Партије | Партије | Партије | Партије | Партије | Партије       | Партије       | Партије       | Поени |
| 1                    | Рејтинг | Ранг | 2       | 3       | 4       | 5       | 6       | 7       | 8       | 9       | 10      | 11      | 12      | 13            | 14            |               | Поени |
| -------------------- | ------- | ---- | ------- | ------- | ------- | ------- | ------- | ------- | ------- | ------- | ------- | ------- | ------- | ------------- | ------------- | ------------- | ----- |
| Магнус Карлсен (НОР) | 2856    | 1    | ½       | ½       | ½       | ½       | ½       | 1       | ½       | 1       | 1       | ½       | 1       | Нису одигране | Нису одигране | Нису одигране | 7½    |
| Јан Непомњашчи (ФШР) | 2782    | 5    | ½       | ½       | ½       | ½       | ½       | 0       | ½       | 0       | 0       | ½       | 0       | Нису одигране | Нису одигране | Нису одигране | 3½    |

У августу 2021. године, Непомњашчи је био најбоље рангирани руски шахиста са рејтингом од 2792. То га је сместило на четврто место у свету и друго место у Европи (иза Магнуса Карлсена).
Од 26. до 28. децембра 2021. године, Непомњашчи је учествовао на Светском брзопотезном шампионату ФИДЕ 2021, где је завршио као један од ко-лидера са 9½/13 поена, и освојио друго место после тај-брејка. Као резултат тога, квалификовао се за плеј-оф против Нодирбека Абдусаторова, који је такође имао 9½/13 поена и освојио прво место после тај-брејка. Непомњашчи је одиграо нерешено у првом плеј-оф мечу против Абдусаторова, али је изгубио у другом мечу. Као резултат тога, заузео је друго место.

### 2022
Непомњашчи се квалификовао за Турнир кандидата 2022. као вицешампион света и на почетку турнира заузео водећу позицију. Такмичио се под заставом ФИДЕ-а, након суспензије руске и белоруске екипе од стране ФИДЕ-а у међународном такмичењу. У 13. рунди, Непомњашчи је осигурао победу на Турниру кандидата након што је одиграо нерешено против Рихарда Рапорта, улазећи у 14. и последњу рунду са предношћу од 1½ поена. Ово му је гарантовало квалификацију за Светско првенство у шаху 2023. године. Он је први играч који је освојио Турнир кандидата непоражен, још од Вишванатана Ананда 2014. године; уз то, постигао је највиши резултат од 9½/14 поена на било ком Кандидатском турниру од увођења модерног формата 2013. године. Непомњашчи је учествовао на Светском рапид шампионату 2022. и Светском блиц шампионату 2022, али није заузео једно од првих три места на овим шампионатима.

### 2023
Непомњашчи је достигао свој тренутни највиши рејтинг од 2795, рангиран као 16. највиши рејтинг икада постигнут, у марту 2023. године.
|                       | Рејтинг | Класични формат | Класични формат | Класични формат | Класични формат | Класични формат | Класични формат | Класични формат | Класични формат | Класични формат | Класични формат | Класични формат | Класични формат | Класични формат | Класични формат | Поени | Рапид формат | Рапид формат | Рапид формат | Рапид формат | Укупно |
| 1                     | Рејтинг | 2               | 3               | 4               | 5               | 6               | 7               | 8               | 9               | 10              | 11              | 12              | 13              | 14              | 15              | Поени | 16           | 17           | 18           |              | Укупно |
| --------------------- | ------- | --------------- | --------------- | --------------- | --------------- | --------------- | --------------- | --------------- | --------------- | --------------- | --------------- | --------------- | --------------- | --------------- | --------------- | ----- | ------------ | ------------ | ------------ | ------------ | ------ |
| Јан Непомњашчи (ФИДЕ) | 2795    | ½               | 1               | ½               | 0               | 1               | 0               | 1               | ½               | ½               | ½               | ½               | 0               | ½               | ½               | 7     | ½            | ½            | ½            | 0            | 8½     |
| Динг Лирен (Кина)     | 2788    | ½               | 0               | ½               | 1               | 0               | 1               | 0               | ½               | ½               | ½               | ½               | 1               | ½               | ½               | 7     | ½            | ½            | ½            | 1            | 9½     |

Током ФИДЕ Светског шампионата у шаху 2023, Непомњашчи је имао изједначен резултат од 7-7 са Динг Лиреном у класичном делу меча. На крају је изгубио од Динга резултатом 9½-8½ у 4. тај-брејк плеј-офу као бели у рапид делу овог шампионата који се састојао од укупно 18 партија.

## Рапид и блиц рејтинг
Поред своје снаге у класичним временским контролама, Непомњашчи је веома вешт у рапид и блиц шаху. Маја 2023. године, Непомњашчи се налази на 7. месту у рапид рејтингу, док је у блиц рејтингу тренутно на 10. месту са 2781 поена.

## Приватни живот
Непомњашчи је Јеврејин. Такође је познат под надимком "Непо". Дипломирао је на Руском државном социјалном универзитету.
Дана 1. октобра 2021. године, Непомњашчи се појавио у интелектуалној телевизијској емисији "Шта? Где? Када?".
Заједно са још 43 руских елитних шахиста, Непомњашчи је потписао отворено писмо руском председнику Владимиру Путину у марту 2022. године, протестујући против руске инвазије на Украјину 2022. године и изражавајући солидарност са украјинским народом.

### Видео игре
2006. године, Непомњашчи почиње да се интересује за видео игру Defense of the Ancients (Dota), да би касније постао полупрофесионални Dota 2 играч. Био је члан тима који је освојио Asus Cup турнир у Доти 2011. године, а такође је био коментатор на ESL One Hamburg 2018 турниру у Доти 2, користећи надимак FrostNova. Такође игра игру Hearthstone, са којом је упознао и колегу, руског шаховског велемајстора Петера Свидлера. Обојица су касније пружили повратне информације и сугестије развојним тимовима игре Hearthstone.